# Dan Popek

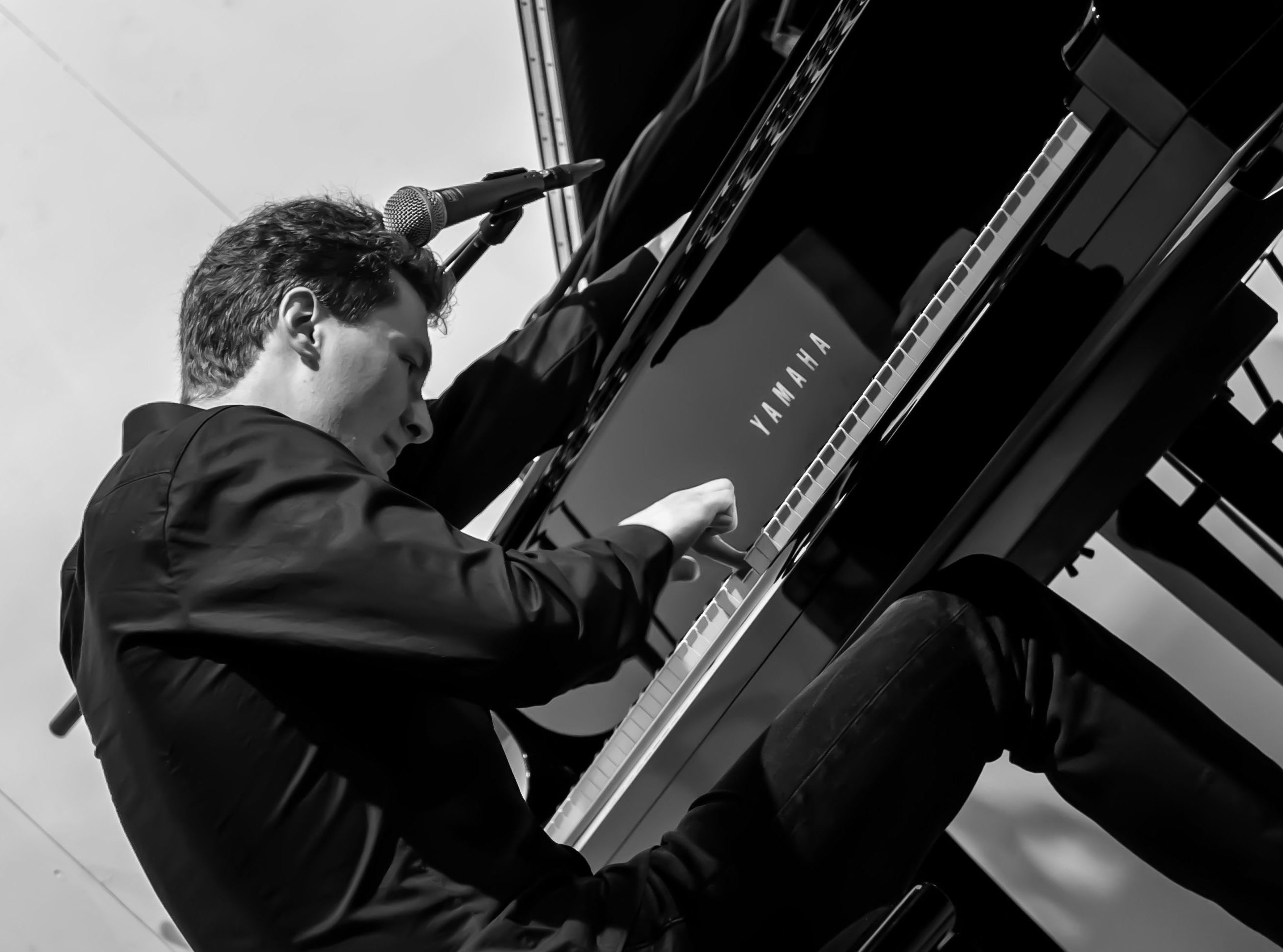
Dan Popek

Dan Popek (* 23. März 1996 in Bad Friedrichshall) ist ein deutscher Jazz-, Klassik-, Boogie-Woogie- und Blues-Pianist.

## Musikalische Laufbahn
Dan Popek wuchs in einer musikalischen Familie auf. Im Alter von vier Jahren begann er mit dem Klavierspiel. Mit zwölf Jahren entdeckte er seine Leidenschaft für Jazz, Blues und Boogie-Woogie und begann, sich neben klassischem Klavierunterricht mit diesem Musikstil zu beschäftigen. Nach dem Abitur entschied er sich, professioneller Musiker zu werden.
Erste Konzerte absolvierte Popek im Alter von 13 Jahren. Musikalisch geprägt wurde er von Joja Wendt, mit dem er 2010 in der Alten Mälzerei in Mosbach spielte. Mit 15 Jahren wirkte er mit einem Kurzauftritt beim Konzert von Axel Zwingenberger in der Alten Oper in Frankfurt mit. Ein Jahr später trat er als Überraschungsgast von Axel Zwingenberger beim Internationalen Boogie Woogie Festival „The Hamburg Boogie Woogie Connection“ in der Hamburger Fabrik auf. Mit Blues-Legende Abi Wallenstein gab er im Alter von 16 Jahren ein gemeinsames Konzert in Langen.
Es folgten Auftritte im In- und Ausland, u. a. mit Barbara Dennerlein, Vince Weber, Silvan Zingg, Cory Henry, Mojo Blues Band und der Spider Murphy Gang sowie Einladungen zu internationalen Festivals. 2013 trat Popek erstmals im SWR4 Radio auf. Weitere Stationen waren das Festival auf Schloss Kapfenburg vor 2500 Zuschauern, das Pinneberger Summerjazz Festival, die Haßfurter Bluesnacht, das Internationale Brunner Blues & Boogie Woogie Festival in Österreich, das Bayerische Jazzweekend, das Internationale Boogie Woogie Festival Cambrai in Frankreich, u. a. mit Daryl Davis, die Internationalen Zingster Klaviertage, u. a. mit Martin Tingvall, das New Orleans Music Festival Bad Hersfeld und das Idstein Jazz-Festival.
Er war zu Gast bei Lars Redlich in der Berliner Show „Berlin in einem Zug“ und trat neben Tim Fischer und Johnny Armstrong auf. 2016 folgte er der Einladung zu „Kaffee oder Tee“ im SWR Fernsehen. Im darauffolgenden Jahr trat er im Rahmen des Jazz Fest Wien im Jazzland mit Martin Pyrker sowie im Rahmen des Internationalen Jazz Festival Prag in Reduta auf. 2018 spielte er ein Konzert im Hamburger Cotton Club. Des Weiteren war er Jurymitglied beim finalen Piano-Wettbewerb von Casio / C. Bechstein in Hamburg. Nachfolgend schrieb er eine Eigenkomposition für Casio Music.
2019 trat er im Rahmen des Internationalen Dixieland Festival Dresden auf der Freilichtbühne Großer Garten vor 3.000 Zuschauern auf und erhielt den Sonderpreis des Festivals. Im gleichen Jahr war er neben Anke Helfrich zu Gast bei den Wetzlarer Festspielen. Nach einem Gastauftritt bei den "International Boogie Nights" in der Schweiz gab er im Rahmen des Kemptener Jazz Frühling ein Konzert im Stadttheater Kempten.

## Diskografie
- 2013: 88 Tasten und Ich (Solo-CD)
- 2016: The Shout (Solo-CD)
- 2019: The Best Of Live (Live-CD)

## Auszeichnungen
- 2010: Jugend-jazzt-Preis, Landeswettbewerb Baden-Württemberg, mit Weiterleitung zum Internationalen Jazz Festival „Jazz Lights“ Oberkochen
- 2014: YAMAHA-Nachwuchspreis/Förderpreis
- 2016: Gewinner der „Hot Pianos Show“ von Sascha Klaar
- 2016: YAMAHA-Nachwuchspreis/Förderpreis
- 2019: Sonderpreis Internationales Dixieland Festival Dresden